# Шляховська Ольга Володимирівна
О́льга Володи́мирівна Шляхо́вська (* 1984) — українська плавчиня, світова рекордсменка. Чемпіонка світу, Європи, України; багаторазова призерка чемпіонатів світу, Європи, України. Триразова призерка Всесвітніх ігор. Заслужений майстер спорту України (2013).

## З життєпису
Тренується в Києві у своєї матері — Алли Арнольдівни Шляховської (спортивний клуб Збройних сил України).
Станом на 2012 рік — спортсмен-інструктор команди майстрів з неолімпійських видів спорту, Центральний спортивний клуб Збройних Сил України; молодший сержант служби за контрактом.

### Деякі зі спортивних здобутків
На Чемпіонаті світу з підводного швидкісного плавання-2003 (Александрія) здобула бронзову нагороду — дистанція 6000 метрів. Того ж року здобула бронзу на Чемпіонаті Європи-2003 (Ліберець) — 800 метрів.
Двічі бронзова призерка Чемпіонату світу з підводного швидкісного плавання-2004 (Шанхай) — дистанції 400 і 800 метрів.
Переможниця Чемпіонату світу з підводного швидкісного плавання-2005 Турин — естафета 4х3000; бронзова призерка — естафета 4×100 м. На Чемпіонаті Європи з підводного швидкісного плавання-2005 (Сан-Марино) здобула срібні — естафета 4×100 м й естафета 4×200 м — та бронзові нагороди — дистанції 200 й 800 метрів.
Призерка Чемпіонату світу з підводного швидкісного плавання-2007 (Барі) — срібна нагорода в естафеті 4×3000 м та бронзова на дистанції 400 метрів.
Переможниця Чемпіонату Європи з підводного швидкісного плавання-2008 (Егер) — естафета 4×100 м; срібні нагороди — дистанції 200 й 400 метрів та естафета 4×200 м.
Двічі бронзова призерка Всесвітніх ігор-2009 (Гаосюн) — дистанції 200 й 400 метрів.
На Чемпіонаті Європи з підводного швидкісного плавання-2010 (Казань) здобула 3 срібні нагороди — дистанції 400 м, естафета 4×100 м і 4×200 м; бронзова нагорода на дистанції 200 метрів.
На Чемпіонаті світу з підводного швидкісного плавання-2011 (Годмезевашаргей) здобула срібну нагороду — естафета 4×200 м та бронзову — естафета 4х100 метрів.
На Чемпіонаті Європи з підводного швидкісного плавання-2012 (Ліньяно-Сабб'ядоро) тричі здобула срібеі нагороди — дистанція 200 метрів, естафета 4×100 м та естафета 4х200 м.
Срібна призерка Чемпіонату світу з підводного швидкісного плавання-2013 (Казань) — естафети 4×100 м та 4×200 м.
На Всесвітніх іграх-2013 (Калі) здобула срібну нагороду в естафеті ест. 4×100 м — вона та Анастасія Антоняк, Маргарита Артюшенко і Яна Трофимець.